# She Bop
"She Bop" (Português: Ela bate) é uma canção co-escrita e gravada pela cantora estadunidense Cyndi Lauper no álbum She's So Unusual (1983), seu primeiro álbum solo. Foi o terceiro compacto simples lançado a partir daquele álbum.

## Informação
A canção, que foi co-escrita por Lauper, causou muita controvérsia nos Estados Unidos devido ao conteúdo de sua letra. Apesar de nunca tratar diretamente do tema, a canção usa inúmeros eufemismos para a masturbação. Um pedaço da canção chega a brincar com a errônea crença popular de que a masturbação leva à cegueira. Isso foi uma estratégia utilizada por Lauper e pelos outros compositores para que a canção não fosse banida e pudesse tocar livremente pelas rádios do país. Aparentemente o plano deles funcionou, já que a canção apareceu em primeiro lugar na parada de rádio do país.
A controvérsia começou assim que o comitê Parents Music Resource Center (PMRC), formado por esposas de deputados e que queria que alguma medida fosse tomada para a censura musical no país, organizou uma lista com as quinze canções que consideravam as mais imorais. A décima quinta na lista era justamente "She Bop", que aparecia sob a acusação de promover a masturbação. Mais tarde, por pressão do PMRC, a Recording Industry Association of America adotou o selo "Parental advisory - explicit content" ("Aviso aos pais - Conteúdo explícito") em discos e compactos com conteúdos considerados impróprios para menores de idade.
Lauper causa controvérsia quando fala sobre a canção em entrevistas. Certa vez, disse que queria que as crianças pensassem que a canção fosse sobre dançar e que assim que fossem crescendo iriam começar a entender o sentido real da canção. Outra vez, no programa de Howard Stern, disse que gravou a canção completamente nua.

## Videoclipe
O videoclipe de "She Bop" foi dirigido por Edd Griles. Nele, Lauper aparece como líder do movimento de libertação sexual num local onde todos os jovens sofrem lavagem cerebral através de uma grande cadeia de sanduíches - uma mistura de McDonald's e Burger King. Em adicional, também faz inúmeras referências ao tema da masturbação em cenas como a da "moto que vibra", do "masterbingo" e do posto de gasolina "self-service" ("auto-serviço").

## Sucesso
"She Bop" foi um sucesso em várias partes do mundo. No entanto, seu sucesso foi maior nos Estados Unidos, onde atingiu a primeira posição na parada de rádio e a terceira na parada da Billboard - que na época era feita apenas com o número de vendas do compacto. Na Austrália, atingiu a sexta posição na parada oficial. No Canadá, a quinta, e na Nova Zelândia, a sexta. A canção não fez sucesso algum no Reino Unido, tendo atingido a quadragésima sexta posição na parada oficial.

## Versões
Existem inúmeras versões desta canção, a maioria delas sendo remixes. Há também uma versão acústica, interpretada como uma balada no álbum The Body Acoustic de 2005.